# Pierre Romuald De Cauwer
Pour les articles homonymes, voir De Cauwer.
Pierre Romuald De Cauwer, également connu comme Pierre Rombaut De Cauwer ou De Cauwer-Beversluys, né à Beveren (Flandre orientale) le 19 février 1783 et mort à Gand le 18 janvier 1855, est un peintre de paysages belge. 

## Biographie
Pierre Romuald (Petrus Romualdus) De Cauwer est né à Beveren (en Flandre orientale) en 1783. Il est le fils de Jean François De Cauwer et de Barbe Bobbaert. Il commence sa formation à l'Académie Royale des Beaux-Arts. Son frère aîné Joseph De Cauwer est également peintre. En 1820, Pierre Romuald De Cauwer devient professeur de dessin à l'académie de Gand, en remplacement de son frère Benoît, mort récemment. Il expose aux salons triennaux de Gand à partir de 1820 et au salon de Bruxelles de 1833. 
Son style pictural rappelle celui du paysagiste hollandais Meindert Hobbema. Les arbres des premiers paysages qu'il expose au salon de Gand sont étudiés d'après Jacob van Ruisdael. La bibliothèque de Gand possède un livre illustré de 155 planches de fleurs exécutées par Pierre Romuald De Cauwer. Également collectionneur de tableaux, De Cauwer possède plusieurs œuvres de peintres renommés.
Pierre Romuald De Cauwer se marie avec Anne Joséphine Van Beversluys. Il se retire de ses fonctions professorales de l'académie et de l'athénée de Gand en 1844. Il meurt, à 71 ans, à la Byloke à Gand, le 18 janvier 1855.

## Œuvres
Tableaux exposés aux salon triennaux :
- 1823 : Deux paysages boisés, exposés à Gand ;
- 1825 : Paysage boisé avec maison et animaux, exposé à Gand ;
- 1825 : Paysage avec ferme et accessoires, exposé à Gand ;
- 1826 : Paysage avec patineurs, exposé à Gand ;
- 1829 : Quatre hivers, exposé à Gand ;
- 1829 : Deux paysages avec animaux, exposés à Gand ;
- 1833 : Paysage avec figures, exposé à Bruxelles ;
- 1834 : Hiver, exposé à Gand ;
- 1844 : Vue de l'ancienne porte de la Colline à Gand.